# Lü Meng
Lü Meng (178 - 219) va ser un general militar sota el comandament del senyor de la guerra Sun Quan durant el període de la tardana Dinastia Han Oriental de la història xinesa. Va servir com a comandant general a la invasió de la Província de Jing que va conduir a la mort de Guan Yu.